# NGC 1501
NGC 1501 – mgławica planetarna znajdująca się w gwiazdozbiorze Żyrafy, położona w odległości 4238 lat świetlnych. Odkrył ją William Herschel 3 listopada 1787 roku. W jej centrum znajduje się bardzo gorąca niebieska gwiazda, o wielkości 11,5m, której temperatura wynosi prawie 90 000 K. Średnica centrum dysku mgławicy wynosi 52″ łuku.